# Aleksandr Tropnikow
Aleksandr Anatoljewicz Tropnikow (ros. Александр Анатольевич Тропников; ur. 1 sierpnia 1965 w Czeriepanowie) – rosyjski biathlonista reprezentujący też ZSRR i Kirgistan, mistrz świata. W Pucharze Świata zadebiutował 21 stycznia 1992 roku w Nowosybirsku, gdzie zajął 40. miejsce w sprincie. Pierwsze pucharowe punkty (do sezonu 1997/1998 punktowało tylko 25. najlepszych zawodników) zdobył 6 grudnia 1997 roku w Lillehammer, zajmując 25. miejsce w sprincie. Nigdy nie stanął na podium zawodów indywidualnych, jednak 20 marca 1994 roku w Canmore wspólnie z Aleksiejem Kobielewem, Walerijem Kirijenko i Władimirem Draczowem zwyciężył w sztafecie. Najlepsze wyniki osiągnął w sezonie 1997/1998, kiedy zajął 80. miejsce w klasyfikacji generalnej. W 1992 roku wystartował na mistrzostwach świata w Nowosybirsku, gdzie razem z Jewgienijem Ried´kinem, Anatolijem Żdanowiczem i Aleksandrem Popowem zdobył złoty medal w biegu drużynowym. W 1998 roku wystąpił na igrzyskach olimpijskich w Nagano, zajmując 36. miejsce w biegu indywidualnym i 65. miejsce w sprincie. Brał też udział w igrzyskach w Salt Lake City cztery lata później, gdzie uplasował się na 73. pozycji w biegu indywidualnym i 77. pozycji w sprincie.

## Osiągnięcia

### Igrzyska olimpijskie
| Rok  | Miejscowość    | Konkurencje | Konkurencje | Konkurencje | Konkurencje | Konkurencje | Konkurencje | Konkurencje |
| Rok  | Miejscowość    | IN          | SP          | PU          | MS          | RL          | MR          | SR          |
| ---- | -------------- | ----------- | ----------- | ----------- | ----------- | ----------- | ----------- | ----------- |
| 1998 | Nagano         | 36.         | 65.         | nd.         | nd.         | –           | nd.         | –           |
| 2002 | Salt Lake City | 73.         | 77.         | –           | nd.         | –           | nd.         | –           |

### Mistrzostwa świata
| Rok  | Miejscowość | Konkurencje | Konkurencje | Konkurencje | Konkurencje | Konkurencje | Konkurencje | Konkurencje |
| Rok  | Miejscowość | IN          | SP          | PU          | MS          | RL          | MR          | SR          |
| ---- | ----------- | ----------- | ----------- | ----------- | ----------- | ----------- | ----------- | ----------- |
| 1992 | Nowosybirsk | –           | –           | nd.         | nd.         | –           | nd.         | –           |

### Puchar Świata

#### Miejsca w klasyfikacji generalnej
| Sezon     | Miejsce |
| --------- | ------- |
| 1991/1992 | -       |
| 1993/1994 | -       |
| 1997/1998 | 80.     |
| 1999/2000 | -       |
| 2001/2002 | -       |

#### Miejsca na podium chronologicznie
Tropnikow nigdy nie stanął na podium indywidualnych zawodów PŚ.